# 缅甸民主之声
缅甸民主之声（简称 DVB)，是位于挪威奥斯陆的独立媒体，由流亡海外的缅甸民主人士创立。缅甸民主之声通过电视向缅甸国内播出节目。1992年8月，缅甸民主之声使用短波向缅甸国内广播。2005年5月28日，缅甸民主之声开通电视节目。电视节目可以通过卫星天线收看，也可以下载Livestation软件收看。而短波广播现已停播。

## 广播时间及频率
| 時間        | 频率    |
| 06:00-07:00 | 7510kHz |
| 21:00-22:00 | 6225kHz |

- 时区：UTC+6:30
- 短波现已停播。